# Middlebury Panthers

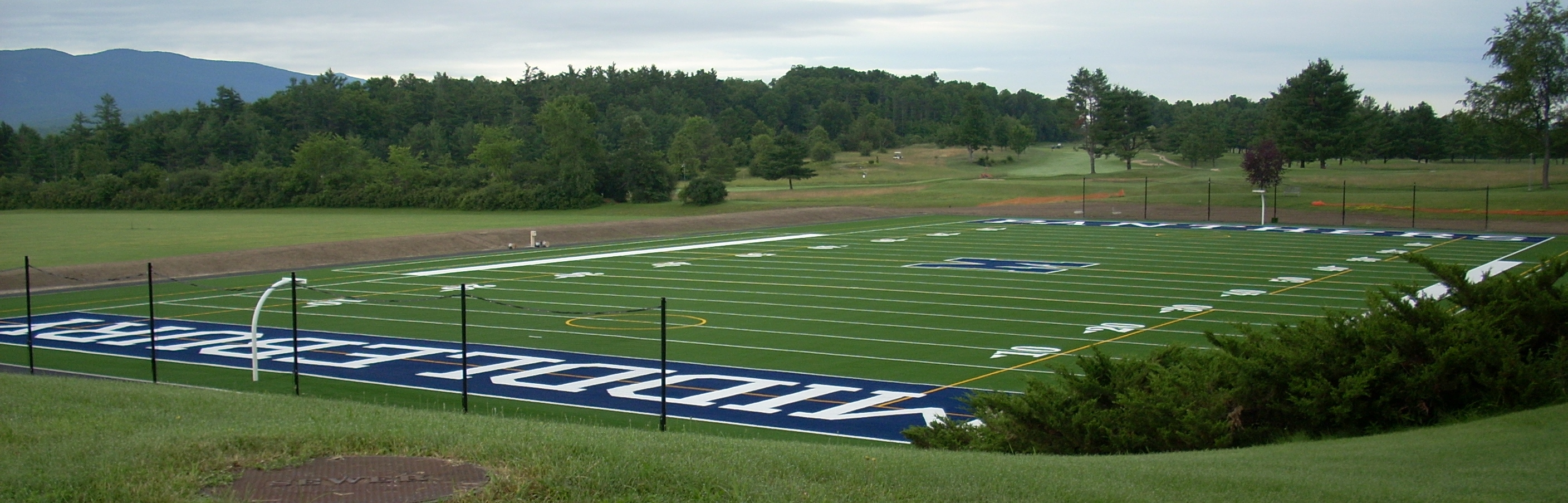
Youngman Field at Alumni Stadium, com o campo de golfe "Ralph Myhre" ao fundo

Middlebury Panthers é como são conhecidos os 31 times do Middlebury College, que competem na New England Small College Athletic Conference (NESCAC), na Divisão III da National Collegiate Athletic Association (NCAA) .
Eles lideram a NESCAC em número total de campeonatos ganhos, com 33 títulos individuais desde que a conferência faz parte da NCAA, em 1994.

## National Championships
| Esporte                      | Ano  |
| Hóquei no gelo masculino (8) | 1995 |
| Hóquei no gelo masculino (8) | 1996 |
| Hóquei no gelo masculino (8) | 1997 |
| Hóquei no gelo masculino (8) | 1998 |
| Hóquei no gelo masculino (8) | 1999 |
| Hóquei no gelo masculino (8) | 2004 |
| Hóquei no gelo masculino (8) | 2005 |
| Hóquei no gelo masculino (8) | 2006 |
| Cross country feminino (6)   | 2000 |
| Cross country feminino (6)   | 2001 |
| Cross country feminino (6)   | 2003 |
| Cross country feminino (6)   | 2006 |
| Cross country feminino (6)   | 2008 |
| Cross country feminino (6)   | 2010 |
| Hóquei no gelo feminino (5)  | 2000 |
| Hóquei no gelo feminino (5)  | 2001 |
| Hóquei no gelo feminino (5)  | 2004 |
| Hóquei no gelo feminino (5)  | 2005 |
| Hóquei no gelo feminino (5)  | 2006 |
| Lacrosse Feminino (5)        | 1997 |
| Lacrosse Feminino (5)        | 1999 |
| Lacrosse Feminino (5)        | 2001 |
| Lacrosse Feminino (5)        | 2002 |
| Lacrosse Feminino (5)        | 2004 |
| Lacrosse masculino (3)       | 2000 |
| Lacrosse masculino (3)       | 2001 |
| Lacrosse masculino (3)       | 2002 |
| Tênis masculino (2)          | 2004 |
| Tênis masculino (2)          | 2010 |
| Rugby masculino (2)          | 2007 |
| Rugby masculino (2)          | 2009 |
| Futebol masculino (1)        | 2007 |
| Hóquei em campo feminino (1) | 1998 |